# Clase Uniform
Los submarinos de propulsión nuclear Proyecto 1910 (designación OTAN: Uniform) fueron desarrollados por la Marina Soviética.

## Introducción
La clase Uniform es el nombre clave dado por la OTAN a los submarinos soviéticos Proyecto 1910 Кашалот, en español Cachalote. Es una clase de submarino de investigación y operaciones especiales construido por la Unión Soviética durante la década de 1970 y principios de 1980. No dispone de torpedos y su empleo en combate es como vector para buceadores además de operaciones de inteligencia.

## Diseño
A principios de la década de 1970, se desarrollaron nuevos tipos de reactores nucleares. Para obtener más información sobre su empleo, la oficina de diseño СКБ-143, que en 1974 se unió a ЦКБ-16 para formar oficina de diseño Malaquita (en ruso СПМБМ «Малахит»), realizó el estudio del diseño de un mini-submarino que empleara esta nueva tecnología. Siendo el jefe de diseño E. S. Korsukov. La construcción tuvo lugar en los astilleros del Almirantazgo de Leningrado.

Pr. 1910 Cachalote

Sin tubos lanzatorpedos, rápidamente se concibió la idea de usarlo para la implementación de buceadores, con una cámara de recompresión y brazos manipuladores. Por tratarse de submarinos para operaciones especiales existe muy poca información sobre ellos, e incluso los datos son contradictorios. El desplazamiento sumergido de los Pr. 1910 es de 1.580 toneladas. Están construidos con una aleación de titanio. Según algunas fuentes fueron los primeros submarinos soviéticos de propulsión nuclear en tener un casco único, pero según otras dispone de dos cascos de presión en tándem envueltos por un casco ligero. Su planta energética está formada por un reactor nuclear refrigerado por agua y dos turbinas de vapor de 10.000 hp en total. La propulsión principal es un eje con una única hélice. Pero dispone de seis propulsores más, tres parejas, para mejorar la maniobrabilidad a velocidades bajas. Una pareja a proa, otra a popa, y otro en la parte superior del casco. No existen datos oficiales sobre su profundidad de trabajo pero las estimaciones occidentales la cifran en 800 m la de trabajo y 1000 m la límite.
Estos son los primeros vehículos de este tipo construidos en la Unión Soviética , y probablemente son menos sofisticados que los otros submarinos rusos para operaciones especiales. Además, deberían ser menos versátiles, ya que no están equipados con brazos mecánicos y, por lo tanto, no pueden realizar operaciones de manipulación.
Su desplazamiento lo hace uno de los submarinos nucleares más pequeños, cuando fue botado solo por detrás del NR-1 Estados Unidos. Pero los siguientes desarrollos soviéticos, la clase X-rays y la clase Paltus, son más pequeños, de hecho, el desplazamiento de los Uniform es, respectivamente, el triple y el doble de los mencionados anteriormente. Mientras que la profundidad operativa es prácticamente la misma (al menos según la información disponible).
La tripulación está compuesta por 36 oficiales.

## Misiones
Aunque su uso siempre ha sido discreto, el hecho es que uno de ellos, el AS-15, fue filmado en la escena del naufragio del K-141 Kursk, 15 horas después del accidente. , durante la noche del 12 al 13 de agosto de 2000 . Un segundo submarino de este proyecto también habría participado en esta operación. No se filtró información sobre esta intervención.

## Producción
Fueron construidas tres unidades en los astilleros de Leningrado. Entraron en servicio entre 1983 y 1995, destinados a la 49.ª Brigada de Submarinos en Gadzhievo, en la Flota del Norte.
Mientras que unas fuentes aseguran que se construyeron dos barcos de la clase, AS-13 y AS-15, el primer barco de la clase se comenzó en 1977 y se puso en servicio en 1986, el segundo se comenzó en 1983 pero no se puso en servicio hasta 1991. El tercera buque de clase, AS-12, alcanzó la fase de acondicionamiento antes de ser cancelado en 1998.
Otras dicen que se construyeron los tres.
- AS-15 : botado en 1982 y entró en servicio en 1983.
- AS-16 : botado en 1988 y entró en servicio en 1989.
- AS-17 : botado en 1993 y entró en servicio en 1995. También podría llamarse AS-19.

En 2008, el Centro Internacional de Estudios Estratégicos informó que la cantidad de submarinos de apoyo nuclear (símbolo de clasificación de casco en Occidente: SSAN) que todavía están en servicio en la marina rusa sería de tres, y que los otros buques estarían en reserva. De acuerdo con el sitio globalsecurity.org, los Uniform estarían entre los barcos colocados en reserva.